# E. W. Hornung
Ernest William Hornung (Middlesbrough, Yorkshire del Norte, 7 de junio de 1866 - San Juan de Luz, Pirineos Atlánticos 22 de marzo de 1921) fue un escritor británico de novelas policíacas y novelas de aventuras. Es conocido por crear al personaje A. J. Raffles, un caballero ladrón.

## Biografía
Octavo hijo de John Peter Hornung (1821-1886), un húngaro emigrado a Gran Bretaña, comerciante de madera y carbón, y de una inglesa, Harriet Amstrong (1824-1896), fue un niño frágil, enfermo de asma. Tras sus estudios en el Uppingham School en el condado de Rutland, viaja en 1884 a Australia, por razones de salud, donde se estableció durante dos años.
En su regreso a Inglaterra, se licenció en periodismo y conoció a Sir Arthur Conan Doyle, creador de Sherlock Holmes en 1887, del que se hizo amigo. También desarrolló relaciones de amistad con Jerome K. Jerome, J.M. Barrie, George Gissing y Rudyard Kipling.
El 27 de septiembre de 1893, se casó en la iglesia católica de St. Edward's en Londres con Constance (Connie) Aimée Monica Doyle, hermana de Arthur nacida en 1868. La pareja pasó su tiempo entre Inglaterra y Francia. El 6 de julio de 1915, Arthur Oscar, su único hijo, nacido el 25 de marzo de 1895, y teniente en el Regimiento de Essex, murió en Ypres. Su padre compuso entonces in memoriam el poema Last Post, perteneciente a los tradicionales poemas de guerra ingleses. Durante la guerra, Hornung se encargó de acoger a los soldados jóvenes en el seno de la YMCA.
Murió de neumonía, en 1921, en San Juan de Luz, donde fue incinerado. Su mujer Constance murió el 8 de junio de 1924, siendo enterrada en el cementerio de West Grinstead en Sussex.

## El novelista
Publicó su primer libro, A Bride from the Bush, en 1890. En 1898, creó un personaje de aventuras opuesto al Sherlock Holmes de su cuñado, Arthur J. Raffles, un caballero ladrón, cuya primera aparición fue en el Cassell's Magazine. Al igual que Holmes tiene a su Watson, Raffles también tiene un acompañante en la persona de Harry "Bunny" Manders. El ciclo de aventuras de Raffles cuenta con 26 novelas, agrupadas en The Amateur Cracksman (1899), The Black Mask (1901), A Thief in the Night (1905), y un romance, Mr. Justice Raffles (1909). 
Las aventuras de Raffles se dividen en dos partes. En la primera, es un caballero que frecuenta la alta sociedad, la aristocracia, reconocido por sus cualidades de hombre deportista. Este período acaba cuando es desemascarado durante un intento de robo en un crucero. Hornung le hizo desaparecer entonces, al igual que Conan Doyle hizo morir a Holmes en las Cataratas de Reichenbach, sumergiéndolo bajo el navío, para hacer creer que se había ahogado. 
En la segunda parte, Raffles se dedica a los robos, tras lo que se alista como voluntario en la segunda guerra bóer. Allí redime su conducta, antes de morir, desenmascarando un espía enemigo.
Cuando Pierre Lafitte encarga una novela a Maurice Leblanc, le impone la creación de un personaje inspirado en el modelo de Raffles, que dará lugar a la creación de Arsène Lupin en 1905.
Raffles ha sido adaptado al teatro de manera exitosa. Igualmente, se ha producido varias películas, especialmente en 1917, con John Barrymore en papel protagonista y, en 1939, con David Niven en Raffles, gentleman cambrioleur.
Hornung publicó también otras novelas, que no alcanzaron el éxito de Raffles.

## Obra

### Recopilaciones de novelas

#### SerieRaffles
- The Amateur Cracksman (1899)
- The Black Mask (1901)
- A Thief in the Night (1905)

#### Otras recopilaciones de novelas
- Some Persons Unknown (1898)
- The Young Guard (1919)
- Old Offenders and a Few Old Scores (1923)]

### Romances

#### SerieRaffles
- Mr. Justice Raffles (1909)

#### otros romances
- A Bride from the Bush (1890)
- Under Two Skies (1892)
- Tiny Luttrell (1893)
- The Boss of Taroomba (1894)
- The Unbidden Guest (1894)
- The Cricket on the Green (1895)
- The Rogue's March: A Romance (1896)
- Young Blood (1898)
- Dead Men Tell No Tales (1897)
- The Belle of Toorak ou The Shadow of a Man (É.-U.) (1900)
- Peccavi (1900)
- The Shadow of the Rope (1902)
- Denis Dent: A Novel (1904)
- Stingaree (1905)
- The Camera Fiend (1911)
- Fathers of Men (1912)
- The Thousandth Woman (1913)
- Witching Hill (1913)
- The Crime Doctor (1914)
- Trusty and Well Beloved (1915)
- Ballad of Ensign Joy (1917)
- Wooden Cross (1918)
- Notes of a Camp-Follower on the Western Front (1919)
- The Ballad of Ensign (1919)

### Obras de teatro

#### SerieRaffles
- Raffles, The Amateur Cracksman (1903), en colaboración con Eugene Presbrey